# Леміш (кістка)
Лемі́ш (лат. vomer) — в анатомії людини це непарна кістка лицевої частини черепа, яка разом із перпендикулярною пластинкою решітчастої кістки утворює носову перегородку. Являє собою тонку кісткову пластину, розташовану між клиноподібною, піднебінною кістками, верхньою щелепою і перпендикулярною пластинкою решітчастої кістки. Від верхньозаднього краю лемеша відходить два крила, між якими розташовані гребінь і дзьоб тіла клиноподібної кістки. Передній край верхньою частиною сполучається з перпендикулярною пластинкою решітчастої кістки. Вільний задній край лемеша розмежовує хоани.